# Lincoln Park (Michigan)
Lincoln Park – miasto w Stanach Zjednoczonych, w stanie Michigan, w hrabstwie Wayne.